# Ahmed Al Ganehi
Ahmed Al Ganehi est un footballeur qatarien né le 22 septembre 2000 à Doha. Il joue au poste d'ailier à Al-Gharafa.

## Carrière

### En club
Le 23 février 2019, il fait ses débuts avec Al-Gharafa en championnat contre Al-Duhail. Le 27 novembre 2020, il marque ses deux premiers buts contre Al-Khor.

### En sélection
Il fait ses débuts en sélection le 23 décembre 2023 contre le Cambodge en amical. Avec le Qatar, il participe à la  coupe d'Asie des nations 2023 qui s'est jouée au Qatar en janvier 2024. Il fait trois apparitions dans cette compétition contre le Tadjikistan et la Chine en phase des poules et contre la Palestine en huitième de finale.

## Palmarès
- Vainqueur de la Coupe d'Asie des nations en 2024 avec l'équipe du Qatar